# Holy Live
Holy Live – album koncertowy power metalowej grupy Angra, zarejestrowany 15 listopada 1996 roku w Paryżu we Francji.

## Lista utworów
1. Crossing (Giovanni Pierluigi da Palestrina) – 1:55
2. Nothing To Say (Matos, Loureiro, Confessori) – 6:22
3. Z.I.T.O (Loureiro, Bittencourt, Matos) – 6:04
4. Carolina IV (Bittencourt, Loureiro, Matos, Mariutti, Confessori) – 10:35
5. Unfinished Allegro (Matos) – 1:14
6. Carry On (Matos) – 5:03

## Twórcy
- André Matos - śpiew
- Kiko Loureiro - gitara
- Rafael Bittencourt - gitara
- Luís Mariutti - gitara basowa
- Ricardo Confessori - perkusja